# Języki dene-kaukaskie

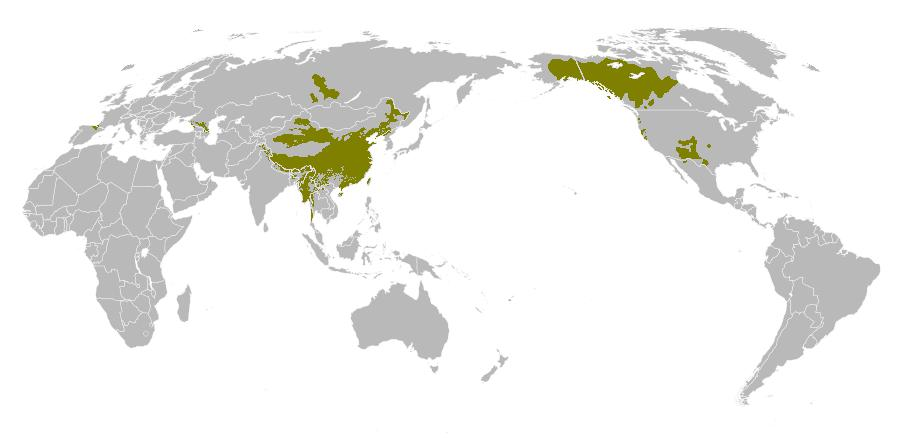
Zasięg występowania języków zaliczanych do hipotetycznej makrorodziny dene-kaukaskiej

Języki dene-kaukaskie – hipotetyczna makrorodzina językowa, postulująca wspólne pochodzenie kilku języków izolowanych na świecie. W konserwatywnej wersji miałyby należeć do niej następujące języki (Bengtson 2008):
- język baskijski
- języki północnokaukaskie
- języki jenisejskie
- język buruszaski
- języki chińsko-tybetańskie
- języki na-dene

Sam Bengtson postuluje również dodanie do makrorodziny języka sumeryjskiego. Niektórzy inni naukowcy postulowali umieszczenie w tej makrorodzinie języków: etruskiego, nihali, niwchijskiego, czukocko-kamczackich czy almosańsko-keresiuańskich.

## Historia hipotezy
Pierwsze głosy sugerujące powiązania między językami kaukaskimi, sino-tybetańskimi, baskijskim i językami Ameryki Północnej pojawiły się na początku XX wieku. W latach 30. włoski językoznawca Alfredo Trombetti połączył te cztery rodziny na podstawie analizy leksykalnej. W latach 40., 50. i 60. podobne teorie formułował niemiecki lingwista Karl Bouda, który do grupy dołączył również języki jenisejskie, buruszaski oraz sumeryjski (a także rozważał umieszczenie w niej austronezyjskich). W późniejszych latach o wspólnych cechach tych języków wspominali również amerykańscy lingwiści, jak Edward Sapir czy Robert Schafer.
W latach 80. Siergiej Starostin po raz pierwszy porównał języki kaukaskie z na-dene (wcześniej porównywano kaukaskie z sino-tybetańskimi oraz sino-tybetańskie z na-dene) i odkrył podobieństwa w ich systemach fonologicznych. Później w 1990, Siergiej Nikołajew do języków dene-kaukaskich dołączył języki na-dene.
Języki dene-kaukaskie miałyby być kontynuacją hipotetycznego języka proto-dene-kaukaskiego, używanego prawdopodobnie ok. 10 tys. lat temu w środkowej Azji.